# Turricula granobalteus
Turricula granobalteus é uma espécie de gastrópode do gênero Turricula, pertencente a família Clavatulidae.